# Eleição municipal de Campina Grande em 1996
A eleição municipal do município de Campina Grande, assim como nas demais cidades brasileiras, ocorreu no dia 3 de outubro de 1996 com o objetivo de eleger um prefeito, um vice-prefeito e 21 vereadores responsáveis pela administração da cidade para o mandato a se iniciar em 1° de janeiro de 1997 e com término em 31 de dezembro de 2000.
Quatro candidatos disputaram a prefeitura de Campina Grande. O então deputado federal Cássio Cunha Lima (que já havia exercido o cargo entre 1989 e 1992, quando se afastou para ser superintentente da SUDENE) e o ex-prefeito Enivaldo Ribeiro, do PPB (atual Progressistas) foram os candidatos mais votados, sendo o candidato do PMDB o mais votado, com 72.185 votos (48,30%), contra 64.074 de Enivaldo (42,88%). Edgard Malagodi, do PT, terminou em terceiro lugar com 12.527 votos e Raimundo Braga, do PTB (que superou Damião Feliciano na convenção partidária), foi lembrado por apenas 653 eleitores. Houve ainda 1.702 votos em branco (1,06%), 7.928 votos nulos (4,98%) e 35.703 abstenções (18,33%).
Embora a vantagem fosse de apenas 5,48% e a soma dos votos obtidos pelos outros 3 candidatos superasse a votação de Cássio Cunha Lima, o desempenho foi insuficiente para impedir a vitória do peemedebista ainda no primeiro turno (Campina Grande ainda não havia atingido 200 mil eleitores em 1996).
Entre os vereadores, Rômulo Gouveia foi o candidato mais votado, com 4.028 votos. O PMDB foi o partido que elegeu a maior bancada, com 6 candidatos eleitos, seguido pelo PRP, com 4, e pelo PFL, com 3. PDT, PPB, PT, PL, PTB e PV elegeram um vereador.

## Candidatos

### Prefeito
|              | Nº | Candidato(a) a prefeito | Candidato(a) a prefeito                                 | Candidato(a) a vice-prefeito | Candidato(a) a vice-prefeito                        | Coligação |
| ------------ | -- | ----------------------- | ------------------------------------------------------- | ---------------------------- | --------------------------------------------------- | --- |
|              | 15 |                         | Cássio Cunha Lima (PMDB) Cássio Rodrigues da Cunha Lima |                              | Lindaci Medeiros (PMDB) Lindaci de Medeiros Nápoles | "Coligação Democrática Campinense" - Partido do Movimento Democrático Brasileiro (PMDB) - Partido da Social Democracia Brasileira (PSDB) - Partido Comunista do Brasil (PCdoB) - Partido Popular Socialista (PPS) - Partido Social Democrático (PSD) - Partido dos Aposentados da Nação (PAN) - Partido da Reconstrução Nacional (PRN) - Partido Republicano Progressista (PRP)) |
|              | 13 |                         | Edgard Malagodi (PT) Edgard Afonso Malagodi             |                              | Josafá de Lima (PV) Josafá Paulino de Lima          | "Coligação Popular e Democrática" - Partido dos Trabalhadores (PT) - Partido Verde (PV) |
|              | 11 |                         | Enivaldo Ribeiro (PPB) Enivaldo Ribeiro                 |                              | Vital do Rêgo Filho (PDT) Vital do Rêgo Filho       | "Coligação Democrática Acorda Campina" - Partido Progressista Brasileiro (PPB) - Partido da Frente Liberal (PFL) - Partido Democrático Trabalhista (PDT) - Partido Liberal (PL) - Partido Socialista Brasileiro (PSB) - Partido Social Liberal (PSL) |
|              | 14 |                         | Raimundo Braga Neto (PTB) Raimundo Braga Neto           |                              | Edilson Silva (PTB) Edilson de Souto Silva          | Sem coligação - Partido Trabalhista Brasileiro (PTB) |
| Referências: |    |                         |                                                         |                              |                                                     | |

### Candidatos a vereador
| Nº    | Candidato                  | Partido | Coligação                            | Situação |
| 11678 | Ademir Bazílio             | PPB     | Coligação Democrática Acorda Campina | Deferido |
| 44606 | Afonso Souto               | PRP     | PRP                                  | Deferido |
| 43615 | Alberto Agra               | PV      | Coligação Popular e Democrática      | Deferido |
| 11612 | Alfredo Lucas Filho        | PPB     | Coligação Democrática Acorda Campina | Deferido |
| 36607 | Almeida                    | PRN     | PRN                                  | Deferido |
| 44615 | Aluizio Florêncio          | PRP     | PRP                                  | Deferido |
| 36603 | Antonio Carlos da Costa    | PRN     | PRN                                  | Deferido |
| 13655 | Antonio Carlos Santos      | PT      | Coligação Popular e Democrática      | Deferido |
| 13678 | Antonio Pereira            | PT      | Coligação Popular e Democrática      | Deferido |
| 25699 | Assis Costa                | PFL     | Coligação Democrática Acorda Campina | Deferido |
| 12603 | Benedito Nóbrega           | PDT     | Coligação Democrática Acorda Campina | Deferido |
| 25611 | Bruno Gaudêncio            | PFL     | Coligação Democrática Acorda Campina | Deferido |
| 12612 | Cabo Martins               | PDT     | Coligação Democrática Acorda Campina | Deferido |
| 44699 | Caiçara                    | PRP     | PRP                                  | Deferido |
| 17617 | Carlos das Malvinas        | PSL     | Coligação Democrática Acorda Campina | Deferido |
| 44688 | Claudionor Costa           | PRP     | PRP                                  | Deferido |
| 13654 | Cozete Barbosa             | PT      | Coligação Popular e Democrática      | Deferido |
| 15690 | David Mangueira            | PMDB    | Coligação Democrática Campinense     | Deferido |
| 14630 | Delegado                   | PTB     | PTB                                  | Deferido |
| 15665 | Deusinha                   | PMDB    | Coligação Democrática Campinense     | Deferido |
| 36601 | Dionísio                   | PRN     | PRN                                  | Deferido |
| 15622 | Dr. Fausto Teixeira        | PMDB    | Coligação Democrática Campinense     | Deferido |
| 44632 | Dr. Idevaldo               | PRP     | PRP                                  | Deferido |
| 11622 | Dr. Jairo Sales            | PPB     | Coligação Democrática Acorda Campina | Deferido |
| 22611 | Dr. João Leite             | PL      | Coligação Democrática Acorda Campina | Deferido |
| 44622 | Dr. Marçal                 | PRP     | PRP                                  | Deferido |
| 45640 | Dr. Marcus Morais          | PSDB    | Coligação Democrática Campinense     | Deferido |
| 13613 | Edier                      | PT      | Coligação Popular e Democrática      | Deferido |
| 14635 | Edson Silva                | PTB     | PTB                                  | Deferido |
| 14607 | Elias Januário             | PTB     | PTB                                  | Deferido |
| 12654 | Emir Candeia               | PDT     | Coligação Democrática Acorda Campina | Deferido |
| 11660 | Erinaldo Guedes            | PPB     | Coligação Democrática Acorda Campina | Deferido |
| 44612 | Evaldo de Castro           | PRP     | PRP                                  | Deferido |
| 15611 | Evilásio Junqueira         | PMDB    | Coligação Democrática Campinense     | Deferido |
| 43643 | Evilásio Lopes             | PV      | Coligação Popular e Democrática      | Deferido |
| 45645 | Fábio Nogueira             | PSDB    | Coligação Democrática Campinense     | Deferido |
| 25632 | Fernando Cabral            | PFL     | Coligação Democrática Acorda Campina | Deferido |
| 36605 | Firmino Ramalho            | PRN     | PRN                                  | Deferido |
| 36605 | Francisca                  | PRN     | PRN                                  | Deferido |
| 15612 | Gealanza                   | PMDB    | Coligação Democrática Campinense     | Deferido |
| 44680 | Geovane de Medeiros        | PRP     | PRP                                  | Deferido |
| 14610 | Geraildes Leite            | PTB     | PTB                                  | Deferido |
| 14699 | Geraldinho                 | PTB     | PTB                                  | Deferido |
| 13622 | Gregório                   | PT      | Coligação Popular e Democrática      | Deferido |
| 11611 | Guilherme Almeida          | PPB     | Coligação Democrática Acorda Campina | Deferido |
| 23623 | Hermano Nepomuceno         | PPS     | Coligação Democrática Campinense     | Deferido |
| 14678 | Inácio Falcão              | PTB     | PTB                                  | Deferido |
| 65611 | Ivam Freire                | PCdoB   | Coligação Democrática Campinense     | Deferido |
| 44608 | Ivan Batista               | PRP     | PRP                                  | Deferido |
| 15651 | Ivan Cabral                | PMDB    | Coligação Democrática Campinense     | Deferido |
| 12601 | Jailda Santos              | PDT     | Coligação Democrática Acorda Campina | Deferido |
| 15656 | João Dantas                | PMDB    | Coligação Democrática Campinense     | Deferido |
| 44610 | João Neto                  | PRP     | PRP                                  | Deferido |
| 36645 | João Rangel Filho          | PRN     | PRN                                  | Deferido |
| 43678 | João Farias                | PV      | Coligação Popular e Democrática      | Deferido |
| 44678 | João de Deus da Silva      | PRP     | PRP                                  | Deferido |
| 36611 | José Antonio               | PRN     | PRN                                  | Deferido |
| 14685 | José Joaquim               | PTB     | PTB                                  | Deferido |
| 43655 | José Maciel Rolim          | PV      | Coligação Popular e Democrática      | Deferido |
| 14689 | José Pereira Irmão         | PTB     | PTB                                  | Deferido |
| 14632 | José Pereira dos Santos    | PTB     | PTB                                  | Deferido |
| 13671 | Kleber Freire da Cruz      | PT      | Coligação Popular e Democrática      | Deferido |
| 11666 | Laura                      | PPB     | Coligação Democrática Acorda Campina | Deferido |
| 14640 | Linaldo da CELB            | PTB     | PTB                                  | Deferido |
| 25678 | Luiz Roberto               | PFL     | Coligação Democrática Acorda Campina | Deferido |
| 36609 | Luizão                     | PRN     | PRN                                  | Deferido |
| 45642 | Lula Cabral                | PSDB    | Coligação Democrática Campinense     | Deferido |
| 15646 | Maciel Vitorino            | PMDB    | Coligação Democrática Campinense     | Deferido |
| 14613 | Manoel Izidro              | PTB     | PTB                                  | Deferido |
| 15678 | Manoel Ludgério            | PMDB    | Coligação Democrática Campinense     | Deferido |
| 44655 | Márcio Porto               | PRP     | PRP                                  | Deferido |
| 40654 | Márcio Rocha               | PSB     | Coligação Democrática Acorda Campina | Deferido |
| 44677 | Marco do Táxi              | PRP     | PRP                                  | Deferido |
| 15686 | Marcos Pimentel            | PMDB    | Coligação Democrática Campinense     | Deferido |
| 15666 | Maria Barbosa              | PMDB    | Coligação Democrática Campinense     | Deferido |
| 43647 | Maria José da Silva        | PV      | Coligação Popular e Democrática      | Deferido |
| 45610 | Maria Quitéria             | PSDB    | Coligação Democrática Campinense     | Deferido |
| 45611 | Marinaldo Cardoso          | PSDB    | Coligação Democrática Campinense     | Deferido |
| 43633 | Mário Agra                 | PV      | Coligação Popular e Democrática      | Deferido |
| 44603 | Mário Gomes                | PRP     | PRP                                  | Deferido |
| 44669 | Mário Franca               | PRP     | PRP                                  | Deferido |
| 43611 | Metuselá Agra              | PV      | Coligação Popular e Democrática      | Deferido |
| 43666 | Negão do Café              | PV      | Coligação Popular e Democrática      | Deferido |
| 44630 | Orlandino Farias           | PRP     | PRP                                  | Deferido |
| 15633 | Paulinho da Caranguejo     | PMDB    | Coligação Democrática Campinense     | Deferido |
| 14620 | Paulinho de Santa Rosa     | PTB     | PTB                                  | Deferido |
| 43658 | Paulo Sousa                | PV      | Coligação Popular e Democrática      | Deferido |
| 14645 | Pedro Batista              | PTB     | PTB                                  | Deferido |
| 13611 | Pedro Lúcio                | PT      | Coligação Popular e Democrática      | Deferido |
| 25698 | Peron                      | PFL     | Coligação Democrática Acorda Campina | Deferido |
| 15615 | Pimentel Filho             | PMDB    | Coligação Democrática Campinense     | Deferido |
| 14633 | Professor Eduardo          | PTB     | PTB                                  | Deferido |
| 11633 | Professor Miguel Rodrigues | PPB     | Coligação Democrática Acorda Campina | Deferido |
| 45656 | Ricardo Maia               | PSDB    | Coligação Democrática Campinense     | Deferido |
| 45666 | Romero Rodrigues           | PSDB    | Coligação Democrática Campinense     | Deferido |
| 15654 | Rômulo Gouveia             | PMDB    | Coligação Democrática Campinense     | Deferido |
| 14660 | Ronaldo Menezes            | PTB     | PTB                                  | Deferido |
| 44679 | Rosa                       | PRP     | PRP                                  | Deferido |
| 44660 | Sargento Matias            | PRP     | PRP                                  | Deferido |
| 36660 | Sebastião Dutra            | PRN     | PRN                                  | Deferido |
| 44650 | Severina Calixto           | PRP     | PRP                                  | Deferido |
| 14601 | Severino Baiano            | PTB     | PTB                                  | Deferido |
| 12666 | Severino Germano           | PDT     | Coligação Democrática Acorda Campina | Deferido |
| 44644 | Valadares                  | PRP     | PRP                                  | Deferido |
| 44639 | Valdenise                  | PRP     | PRP                                  | Deferido |
| 44684 | Valderedo Borba            | PRP     | PRP                                  | Deferido |
| 44611 | Valmir Guimarães           | PRP     | PRP                                  | Deferido |
| 14661 | Vavá Tomé                  | PTB     | PTB                                  | Deferido |
| 12678 | Veneziano                  | PDT     | Coligação Democrática Acorda Campina | Deferido |
| 45613 | Vicente Gouveia            | PSDB    | Coligação Democrática Campinense     | Deferido |
| 14614 | Vicente de Paula           | PTB     | PTB                                  | Deferido |
| 25688 | Zé Cláudio                 | PFL     | Coligação Democrática Acorda Campina | Deferido |
| 36666 | Zé Silva                   | PRN     | PRN                                  | Deferido |

## Resultados

### Prefeito
| Candidato              | Candidato                 | Vice                      | 1º turno 3 de outubro de 1996 | 1º turno 3 de outubro de 1996 |
| Candidato              | Candidato                 | Vice                      | Total                         | Porcentagem                   |
| ---------------------- | ------------------------- | ------------------------- | ----------------------------- | ----------------------------- |
|                        | Cássio Cunha Lima (PMDB)  | Lindaci Medeiros (PMDB)   | 72.185                        | 48,30%                        |
|                        | Enivaldo Ribeiro (PPB)    | Vital do Rêgo Filho (PDT) | 64.074                        | 42,88%                        |
|                        | Edgard Malagodi (PT)      | Josafá de Lima (PV)       | 12.527                        | 8,38%                         |
|                        | Raimundo Braga Neto (PTB) | Edilson Silva (PTB)       | 653                           | 0,44%                         |
| Total de votos válidos | Total de votos válidos    | Total de votos válidos    | 149.439                       | 93,95%                        |
| → Votos em branco      | → Votos em branco         | → Votos em branco         | 1.702                         | 1,06%                         |
| → Votos nulos          | → Votos nulos             | → Votos nulos             | 7.928                         | 4,98%                         |
| Total de votos válidos | Total de votos válidos    | Total de votos válidos    | 149.439                       |                               |
| Total de votos         | Total de votos            | Total de votos            | 159.069                       | 100%                          |
| Abstenções             | Abstenções                | Abstenções                | 35.703                        | 18,33%                        |
| Comparecimento         | Comparecimento            | Comparecimento            | 194.772                       | 81,67%                        |

## Vereadores eleitos
| Candidato eleito          | Partido | Votação | Porcentagem | Cidade onde nasceu | Unidade federativa |
| Rômulo Gouveia            | PMDB    | 4.028   | 2,83%       | Campina Grande     | Paraíba            |
| Cozete Barbosa            | PT      | 3.870   | 2,72%       | Campina Grande     | Paraíba            |
| Romero Rodrigues          | PSDB    | 3.362   | 2,36%       | Campina Grande     | Paraíba            |
| Manoel Ludgério           | PMDB    | 3.083   | 2,17%       | Catolé do Rocha    | Paraíba            |
| Zé Cláudio                | PFL     | 2.965   | 2,08%       | Campina Grande     | Paraíba            |
| Dr. Idevaldo              | PRP     | 2.851   | 2%          | Coremas            | Paraíba            |
| Ivan Batista              | PRP     | 2.777   | 1,95%       | Campina Grande     | Paraíba            |
| Dr. Fausto Teixeira       | PMDB    | 2.663   | 1,87%       | Sousa              | Paraíba            |
| João de Deus da Silva     | PRP     | 2.588   | 1,82%       |                    |                    |
| Fábio Nogueira            | PSDB    | 2.581   | 1,81%       | Campina Grande     | Paraíba            |
| Orlandino Farias          | PRP     | 2.488   | 1,75%       | Soledade           | Paraíba            |
| Dr. João Leite            | PL      | 2.479   | 1,74%       | Caruaru            | Pernambuco         |
| Maria Barbosa             | PMDB    | 2.464   | 1,73%       | Campina Grande     | Paraíba            |
| Pimentel Filho            | PMDB    | 2.383   | 1,67%       | Campina Grande     | Paraíba            |
| Bruno Gaudêncio           | PFL     | 2.358   | 1,66%       | Campina Grande     | Paraíba            |
| Evilásio Junqueira        | PMDB    | 2.331   | 1,64%       | Pombal             | Paraíba            |
| Alberto Agra              | PV      | 2.251   | 1,58%       | Campina Grande     | Paraíba            |
| Guilherme Almeida         | PPB     | 2.149   | 1,51%       | Campina Grande     | Paraíba            |
| Veneziano                 | PDT     | 2.128   | 1,5%        | Campina Grande     | Paraíba            |
| Peron                     | PFL     | 2.109   | 1,48%       | Campina Grande     | Paraíba            |
| Cicero Andrade (Delegado) | PTB     | 1.042   | 0,73%       | Campina Grande     | Paraíba            |

## Aspectos da campanha
Primeira eleição disputada pelo PSL em Campina Grande. O partido, que apoiou a candidatura de Enivaldo Ribeiro à prefeitura da cidade, teve apenas Carlos das Malvinas como candidato a vereador - foram 1.263 votos recebidos. PAN (estreante em eleições, apoiou Cássio Cunha Lima juntamente com PRP e PRN, todos em caráter informal) e PSD, que também apoiou o candidato do PMDB, foram os únicos partidos que não tiveram nenhum pretendente a vagas na Câmara Municipal (em 1992, o PSD lançou 2 candidatos ao cargo).
Quatro partidos não disputaram a eleição municipal: PMN (que voltaria a disputar uma eleição em 2000), PST (o partido homônimo fundado em 1988 também participara do pleito anterior), PSC e PTdoB, que fariam suas estreias também no mesmo ano (o último só lançou sua primeira candidatura a vereador em 2004).

## Links
- Resultado das Eleições de 1996 em Campina Grande